# 블로선

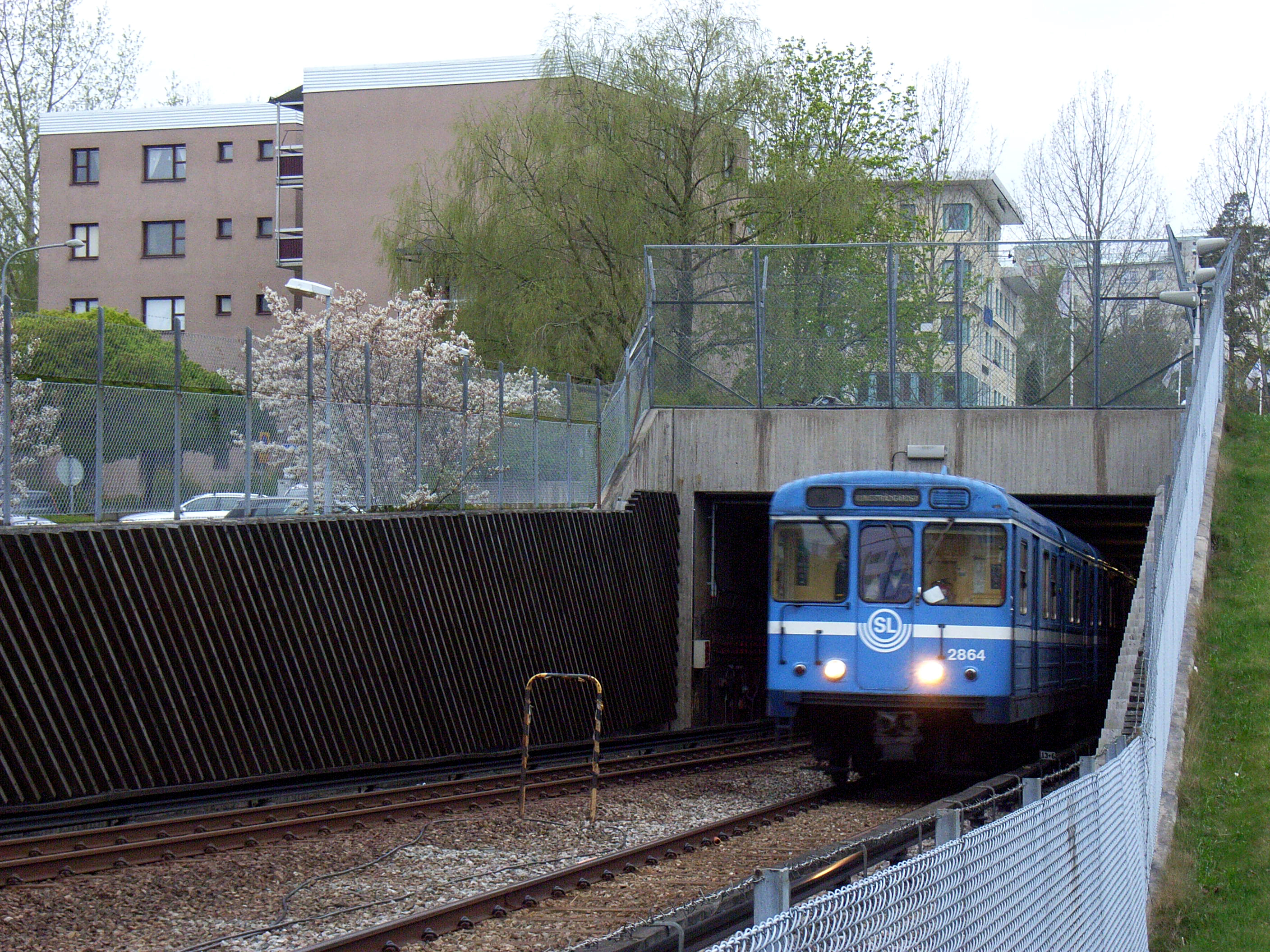
쿵스트레드고르덴 행 C9 전동차

블로선(스웨덴어: Blå linjen, Tub 3)은 스톡홀름 지하철의 노선이다. 아칼라 및 율스타 역에서 시작하여 쿵스트레드고르덴 역까지 진행한다. 베스트라 스코엔 역에서 두 노선이 분기하며, T10과 T11 두 운행 계통이 존재한다. T10 및 T11 운행 계통은 스톡홀름 지하철에서 운행 거리가 가장 짧다. T10호선은 율스타에서 쿵스트레드고르덴까지 14개, T11호선은 아칼라에서 쿵스트레드고르덴까지 12개의 역이 있으며 유령역 큄링에 역이 존재한다. 2005년 기준 일일 수송객은 151,000명, 연간 수송객 5500만 명이다.
노선상의 역 수는 총 20개이다. 총 거리는 25,516m이다. 율스타-쿵스트레드고르덴 간 터널은 스톡홀름 지하철 및 스웨덴에서 가장 긴 터널로, 총 길이는 14.3km이다.
착공은 1966년 9월 2일 진행되었으며, 9년 후인 1975년 8월 31일 율스타-T-센트랄렌 구간이 개통하였다. 개통 당시에는 할론베르옌을 경유하였다. 1977년 6월 5일 할론베르옌-아칼라 구간이 개통되었고, 같은 해의 10월 30일에는 T-센트랄렌-쿵스트레드고르덴 구간이 개통되었다. 1985년 8월 19일 베스트라 스코옌-린케뷔 구간이 개통하였다. 이후 율스타에서 출발한 열차는 이 노선을 경유하기 시작하였고, 아칼라에서 출발한 열차는 할론베르옌을 경유한다.
1965년-1975년 스톡홀름 서북부의 주거지를 개발하면서 대중 교통 수단을 설치하였다.
승차량이 가장 많은 10개 역은 다음과 같다.
| 순위 | 역                | 승차량 |
| ---- | ----------------- | ------ |
| 1.   | T-센트랄렌        | 42 000 |
| 2.   | 프리드헴스플란    | 23 000 |
| 3.   | 시스타            | 17 000 |
| 4.   | 솔나 센트룸       | 10 000 |
| 5.   | 로드후셋          | 9 000  |
| 6.   | 순드뷔베리 센트룸 | 9 000  |
| 7.   | 베스트라 스코옌   | 8 000  |
| 8.   | 쿵스트레드고르덴  | 7 000  |
| 9.   | 린케뷔            | 7 000  |
| 10.  | 텐스타            | 7 000  |

## 같이 보기
- 그뢰나 선
- 뢰다 선